# 大須賀政常
大須賀 政常（おおすか まさつね、生年不詳 - 元亀元年7月6日（1570年8月7日））は、戦国時代の武将。千葉氏の家臣。下総国松子城（現在の千葉県成田市）城主。大須賀常正の子。官途名は尾張守。
大須賀氏は千葉六党と呼ばれた千葉氏の有力分家の一つであり、下総国守護代を務める家柄であったが、室町時代初期の9代大須賀憲宗の死後に嫡流は2つに分裂して当主の地位を争って衰微する。政常が憲宗の6代目の子孫でありながら第18代当主とされるのはこのような事情による。古河公方足利政氏から一字を拝領して政常と名乗った。
永禄5年（1562年）、里見氏重臣・正木信茂が下総東部に侵攻した際にこれを迎え撃つが敗れ去った。その後、信茂は第二次国府台合戦で戦死するが、今度は信茂の叔父・時忠が後北条氏に寝返って信茂の遺領を奪わんと北上、旧領奪還を図る政常と激突したという。